# Guylaine St-Onge
Guylaine St. Onge (ur. 1965 w Saint-Eustache (Quebec), zm. 3 marca 2005) – kanadyjska aktorka.
Pracowała jako modelka i tancerka. Występowała głównie w serialach, takich jak np. Mount Royal i Lonesome Dove, Nikita, Earth: Final Conflict, Lightning Force oraz w filmie Oczy anioła.
Zmarła w 2005 roku w wyniku raka szyjki macicy. Z mężem, Davidem Nermanem, kanadyjskim aktorem, ma syna Aidana.